# Cristuru Secuiesc
Cristuru Secuiesc (ungarisch Székelykeresztúr, deutsch Szeklerkreuz) ist eine Kleinstadt in Rumänien im Kreis Harghita in der Region Siebenbürgen.

## Geographische Lage
Cristuru Secuiesc befindet sich zwischen Odorheiu Secuiesc (Székelyudvarhely), (Oderhellen) und Sighișoara (Schäßburg) im Tal der Târnava Mare (Große Kokel) an der Einmündung des Flüsschens Goagiu von Norden. Sie liegt am Westrand des Szeklerlandes.
Die Stadt liegt an der Nationalstraße DN13C (Vânători–Bisericani) und ist eine Station an der Eisenbahnstrecke Sighișoara–Odorheiu Secuiesc, die nach den Überschwemmungen im August 2005 wieder für den Verkehr freigegeben wurde.

## Geschichte
Angeblich soll der ungarische Dichter und Volksheld Sándor Petőfi im Jahre 1849 während des Freiheitskampfes auf dem Weg nach Schäßburg eine Rast unter einem Birnbaum in Keresztúr eingelegt haben. Heute erinnert ein Denkmal im Stadtzentrum an ihn. Vor der Schlacht bei Segesvár (Schäßburg) konzentrierte der General Józef Bem einen Großteil seiner Truppen in Keresztúr. Die erste urkundliche Datierung des Ortes stammt aus dem Jahr 1333.
Die Stadt war zudem neben Cluj-Napoca und Turda ein wichtiges Zentrum des Unitarismus in Siebenbürgen und das Zentrum der sogenannten Sabbatarier der Region.
Nach dem Vertrag von Trianon 1920 kam die Stadt, als Teil Siebenbürgens, zu Rumänien. Nach der Ermordung des rumänischen Ministerpräsidenten Ion G. Duca 1933 trug der Ort zwischenzeitlich dessen Namen. Im Zweiten Wiener Schiedsspruch von 1940 erhielt Ungarn unter deutschem Druck einen Teil der Region zurück, um die Szekler in sein Staatsgebiet integrieren zu können. Dadurch kam auch Székelykeresztúr für einige Jahre wieder zu Ungarn. Seit 1944/1947 gehört die gesamte Region wieder zum rumänischen Staat.
Cristuru Secuiesc war in der Ära Ceaușescu der Standort des zweitgrößten Kinderheimes in Rumänien, welches seit dem 30. Juni 2002 geschlossen ist. 
Im August 2005 war die Umgebung der Stadt von den schwersten Überschwemmungen seit 50 Jahren betroffen. Die Stadt selbst blieb verschont, da sie sich nicht direkt an der Großen Kokel befindet.
In Cristuru Secuiesc sind ein Stadtmuseum und das Orbán-Balázs-Gymnasium ansässig.

## Bevölkerung
Im Jahr 2002 hatte Cristuru Secuiesc 9672 Einwohner. Davon waren 9201 Magyaren, 239 Roma, 202 Rumänen und 12 Rumäniendeutsche. Die Bevölkerungszahl ist zwischen 1992 und 2002 um 9,1 % zurückgegangen.

## Persönlichkeiten
- Shony Alex Braun, geboren als Sándor Braun (1924–2002), rumänisch-US-amerikanischer Geiger und Komponist

## Sehenswürdigkeiten
- Die Katholische Kirche
- Das Molnár István Museum

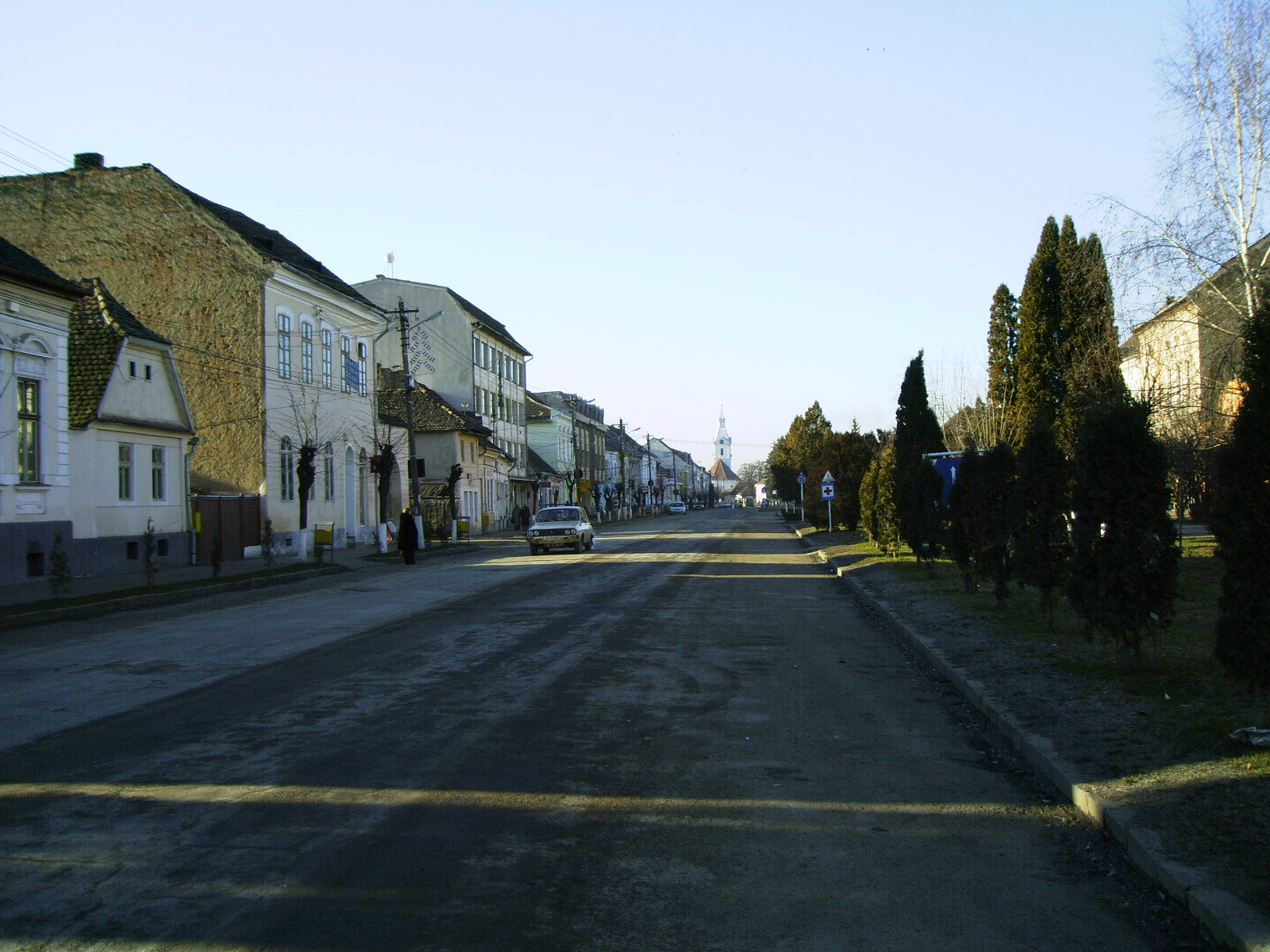
Stadtzentrum
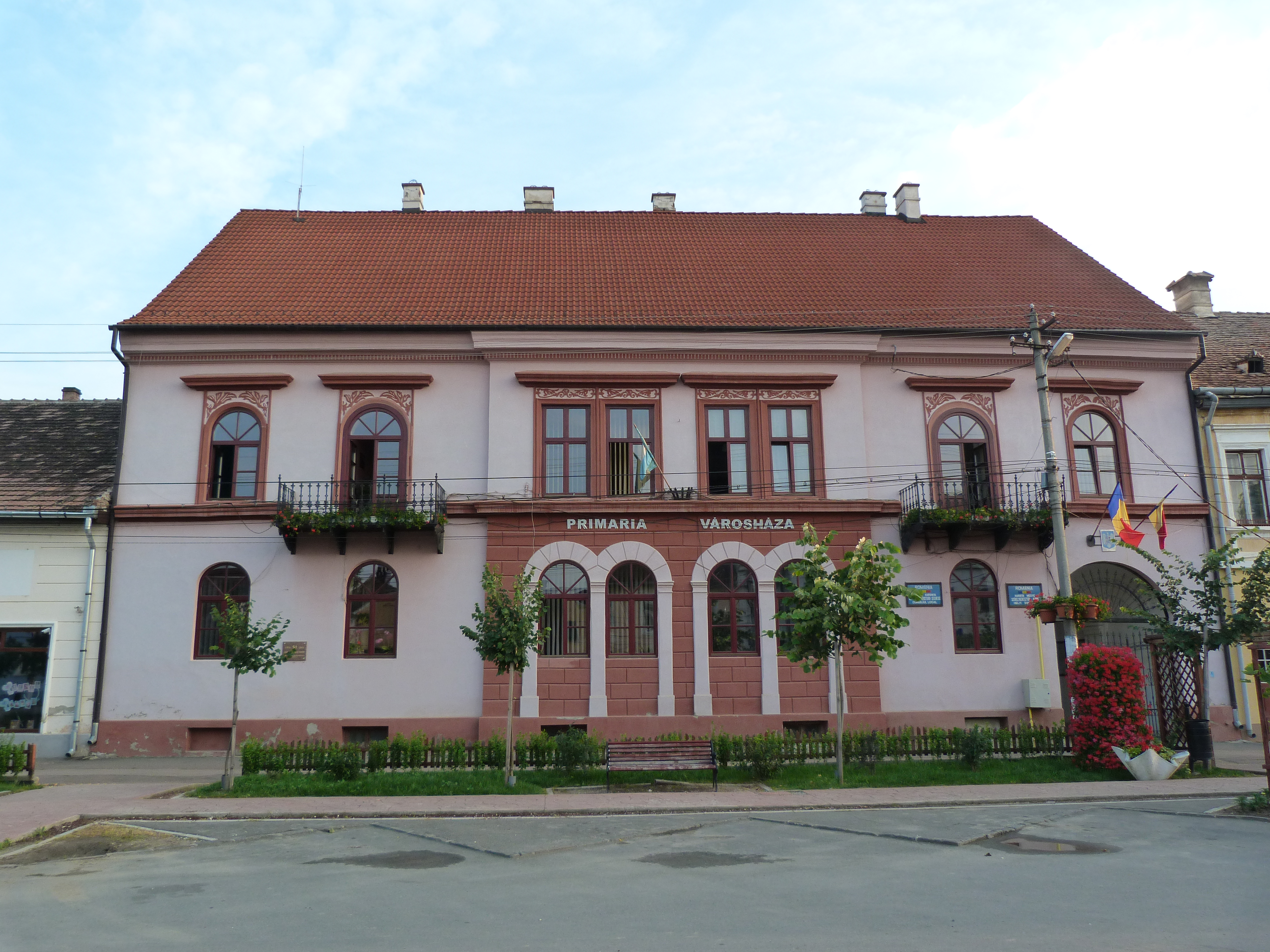
Das Rathaus
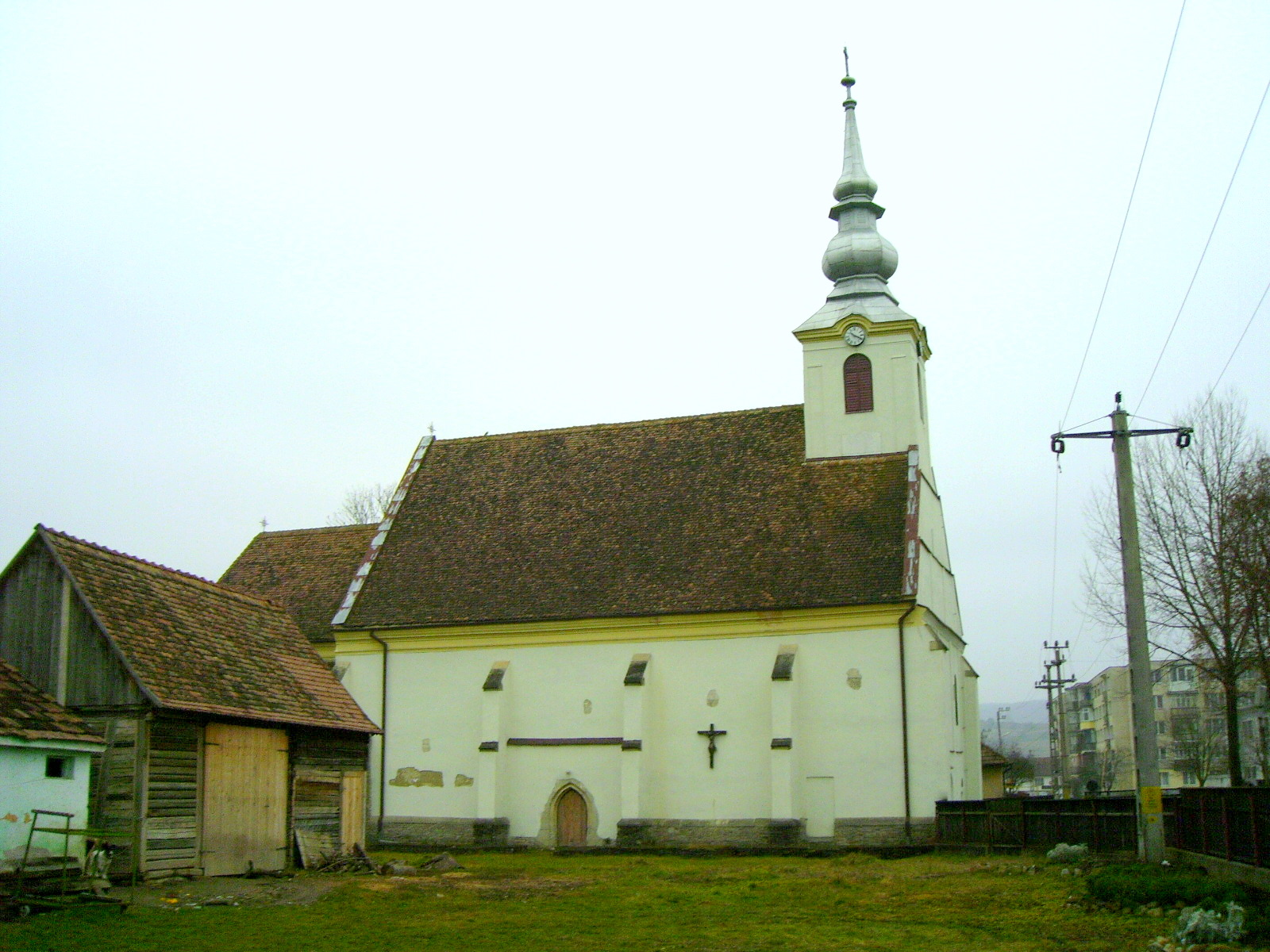
Katholische Kirche im Stadtzentrum
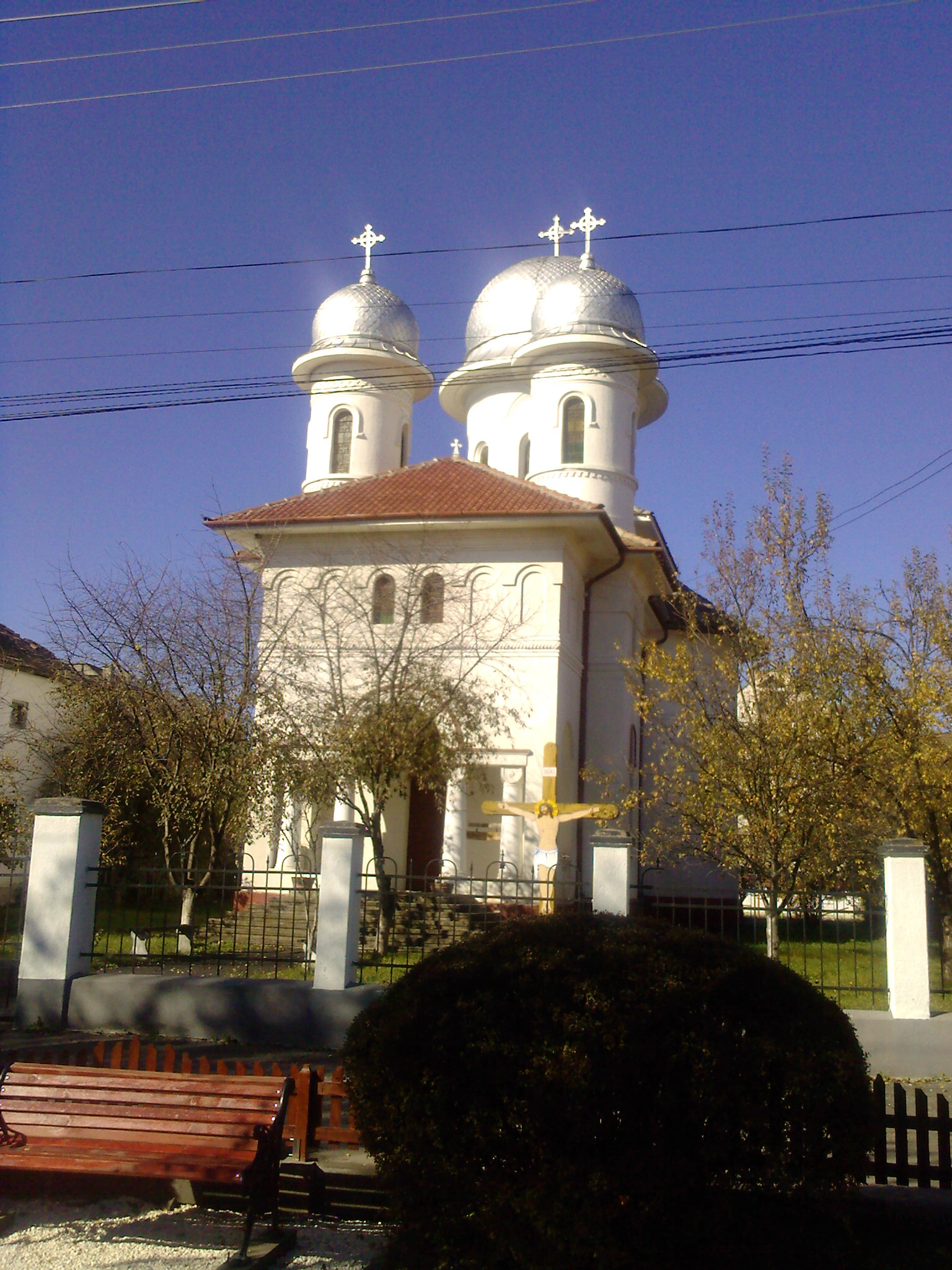
Orthodoxe Kirche
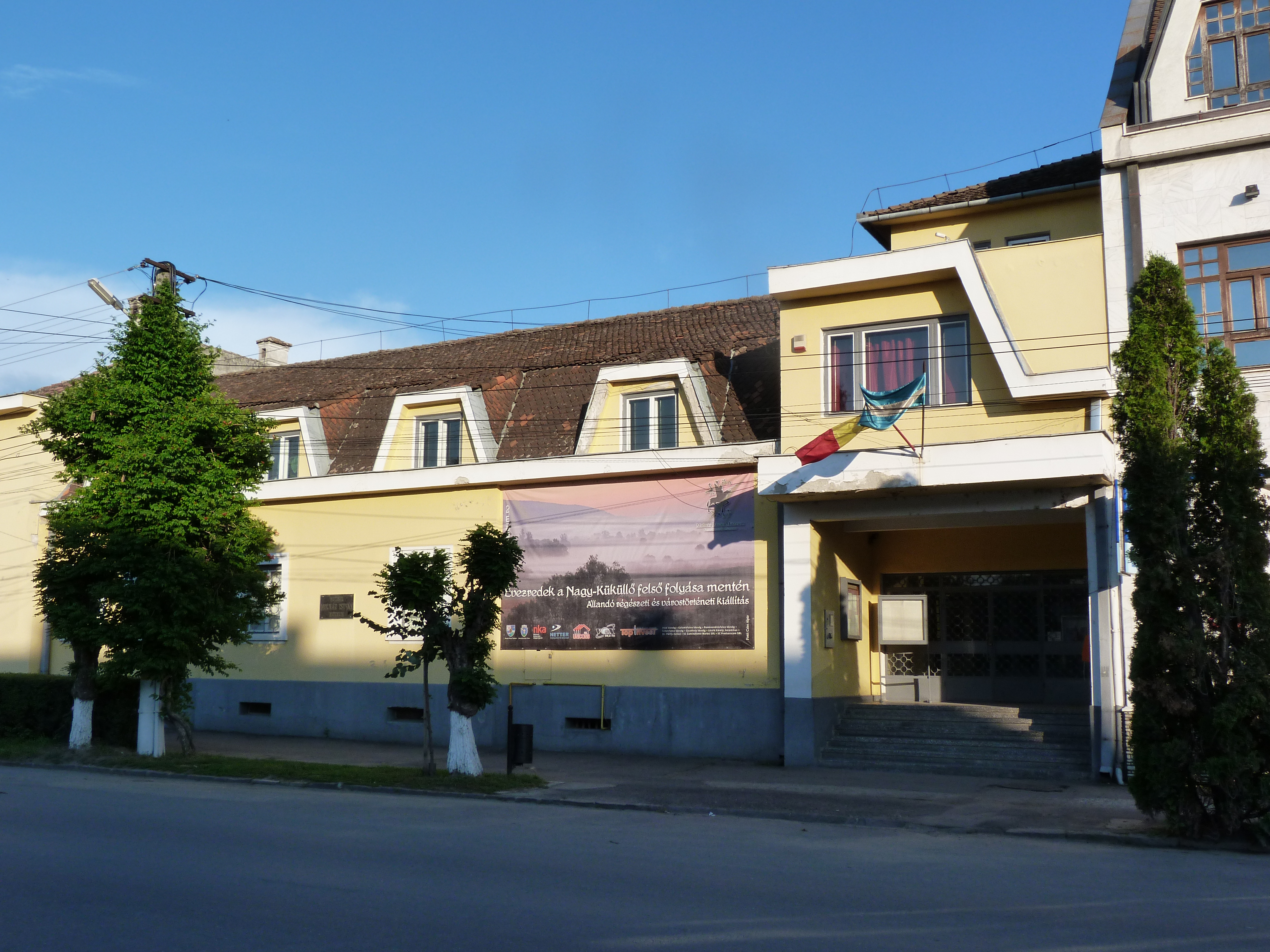
Das Molnár István Museum
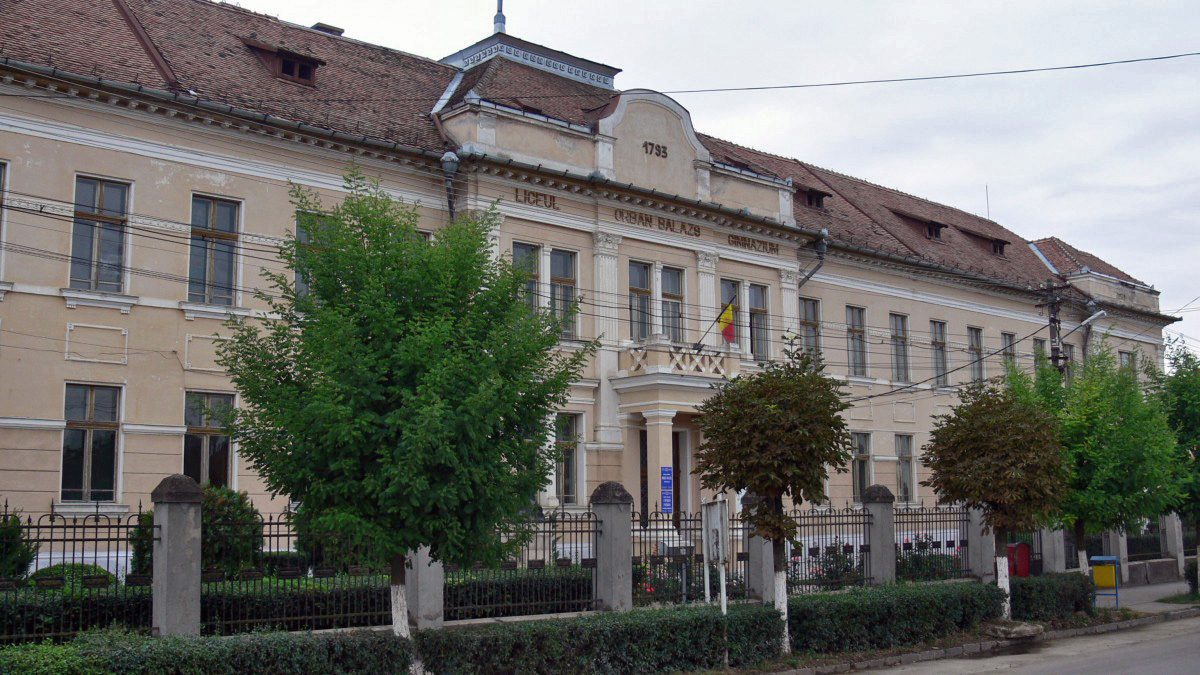
Das Orbán Balázs Gymnasium

## Städtepartnerschaften
Cristuru Secuiesc unterhält Partnerschaften mit den ungarischen Ortschaften Ajka, Csurgó, Derecske, Dévaványa, Dunakeszi, Kalocsa, Karcag, Kunszentmiklós, Lánycsók, Pesterzsébet (XX. Budapester Bezirk), Somogybabod, der serbischen Kleinstadt Senta (ungarisch Zenta), der slowakischen Kleinstadt Moldava nad Bodvou (ungarisch Szepsi) und der französischen Kleinstadt Albertville.